# Воскресенский собор (Дзержинск)
Воскресенский собор — строящийся храм в честь Воскресения Христова в городе Дзержинске Нижегородской области. Собор рассчитан на пять тысяч человек: нижний храм будет вмещать две тысячи верующих, а верхний — три тысячи.
Собор дал название Воскресенскому благочинию Нижегородской епархии. В приходе три действующих храма: до Воскресенского собора были построены деревянная церковь во имя святителя Тихона и новомучеников и исповедников Российских и кирпичная церковь во имя Иоанна Крестителя.

## История прихода
В советское время, с самого основания города, церквей в нём не было, а в ближайших сёлах церкви были закрыты. В 1992 году старец Наум из Троице-Сергиевой лавры благословил Анну Ивановну Степанову начать сбор средств на строительство церкви в Дзержинске. Благословение также было получено от настоятеля Благовещенской церкви посёлка Желнина — отца Николая Натарова. Первые средства были собраны в церковной лавке размещённой в «Доме книги». Затем стали поступать пожертвования от жителей города на строительство храма. Были приобретены три небольших помещения.
В 1993 году общиной был приобретён железнодорожный вагон. Почти год шли работы по обустройству будущего храма. Первая служба в храме в честь Святителя Тихона состоялась на Крещение Господне в 1994 году.
В обустройстве помогали универмаг и Дом книги, выделившие две комнаты для хранения богослужебных книг и церковной утвари, железная дорога, подарившая два контейнера для хозяйственных нужд, Александр Иванович Шкилев, выделивший средства на сторожку.
25 октября 1994 года заложен камень в основание храма Иоанна Крестителя.

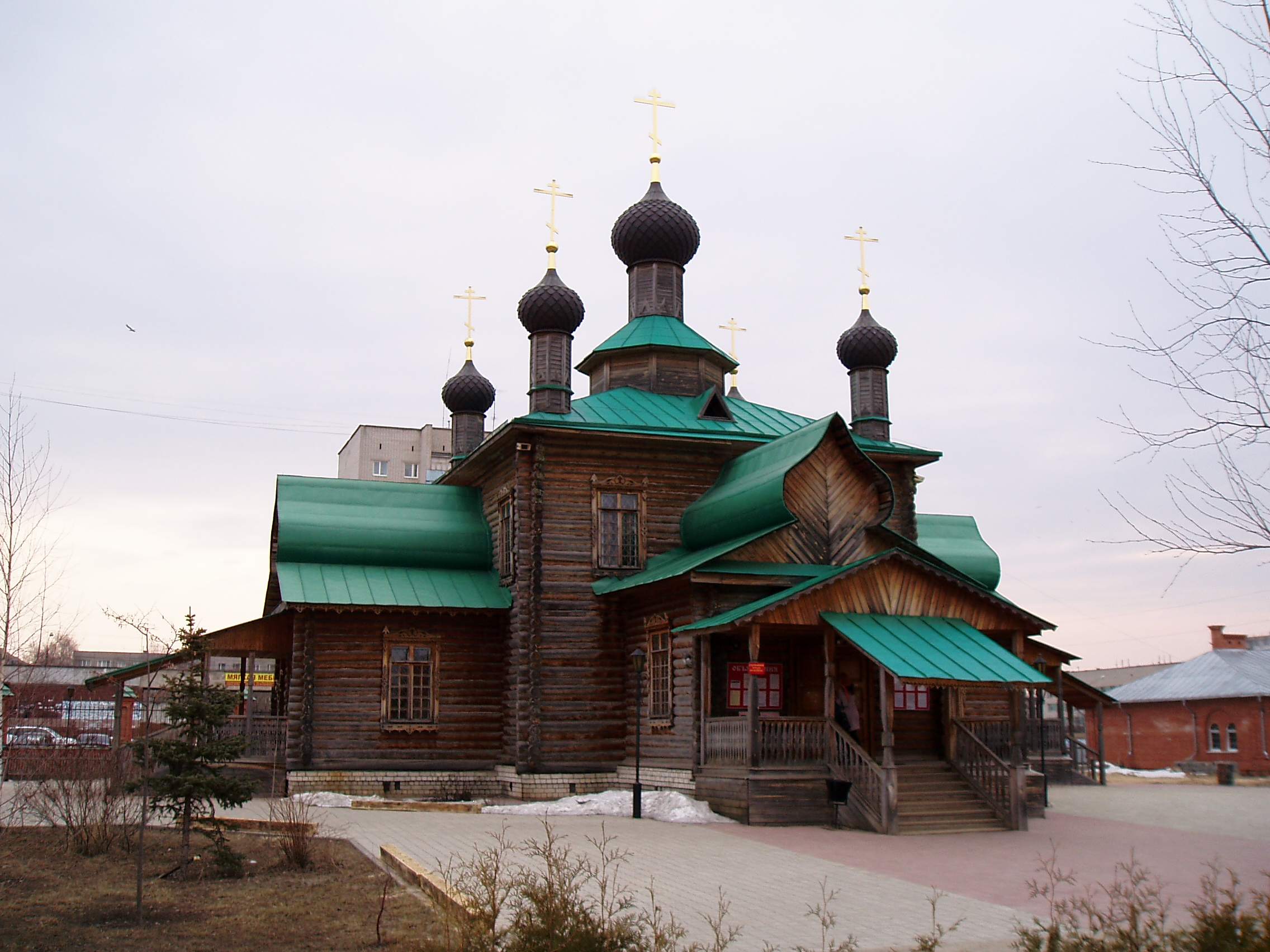
Церковь Святителя Тихона и новомучеников и исповедников Российских

Воскресная школа открылась в октябре 1995 года по благословению митрополита Николая. На первое Рождество — в 1996 году собралось около 20 воспитанников. В  том же году при приходе была открыта библиотека.
В 1997 году завершено строительство деревянной церкви Святителя Тихона и новомучеников и исповедников Российских.
В 2004 году Патриархом Алексием II за помощь оказанную в строительстве Воскресенского собора Пухов Борис Михайлович и Кутьин Дмитрий Михайлович удостоены медалей святого благоверного князя Даниила Московского.
1 сентября 2004 года приходом открыта НОУРО «Православная гимназия имени Серафима Саровского города Дзержинска» В первый класс тогда пошли 13 учеников, в 2008 году в 11 классах обучалось уже 162 гимназиста..
23 апреля 2009 года Владыка Георгий совершил Великую пасхальную вечерню в храме в честь святого Патриарха Тихона и новомучеников и исповедников российских. Во время службы в чин протоиерея был возведён настоятель прихода Виктор Софронов.
14 октября 2009 года состоялось открытие и освящение детской площадки.
Действует объединение православных учителей, первое заседание которого состоялось 22 октября 2009 года.
Для подростков организована православная дружина имени святителя Тихона Московского.
31 декабря 2009 года в храме Святителя Тихона состоялось освящение списка с чудотворной иконы св. Пантелеимона из города Выксы. Список выполнен иконописцем епархиальной мастерской Алексеем Владимировичем Анциферовым. В мощевик вложена частица мощей святого целителя.
В 2010 году приходу удалось организовать движение бесплатного автобуса от храмового комплекса в честь Воскресения Христова до церкви в честь Всех Святых на городском кладбище.
15 марта 2010 года состоялось торжественное открытие и освящение приходской библиотеки после переезда в новое помещение. К этому времени фонд библиотеки насчитывал 9 тыс. экземпляров. Во время архипастырского визита в Дзержинск архиепископ Георгий отметил, что это самая большая православная библиотека в Нижегородской области.
Летом 2011 года были позолочены кресты и купола деревянной церкви в честь святителя Тихона и новомучеников и исповедников Российских, а крыша вновь была выкрашена в ярко-зелёный цвет Это были первоочередные работы по реконструкции храма, которая также предусматривает замену окон на пластиковые, полную замену крылечек, обшивку всего храма досками, имитирующими клееный брус, с последующей их покраской и облицовки кирпичного цоколя декоративным камнем. Работы велись в перерывах между богослужениями. В это время службы в каменном храме в честь Иоанна Крестителя не проводились, так как велась роспись стен.
12 сентября 2012 года вагончик в котором размешался первый православный храм Дзержинска, а затем — благотворительная трапезная и склад церковной утвари, был перевезен в Кстовское благочиние.
В апреле 2013 года для молитвенного поклонения в приходе побывал ковчег с мощами великомученика Георгия Победоносца, великомученицы Варвары и праведного воина Феодора Ушакова.
11 августа 2013 года в деревянной церкви в честь святителя Тихона был завершён внутренний ремонт: стены храма были обшиты вагонкой, отремонтированы и заменены деревянные детали интерьера, заменено напольное покрытие.

## Строительство собора
Фундамент заложен в конце 1990-х годов, но заметные темпы строительство приобрело только в 2006 году.
Строительство велось на средства предпринимателей и предприятий Дзержинска. Только в 2007 году было собрано 20 млн рублей. Оказывалось содействие администрацией города.
В мае 2007 года велись подготовительные работы к возведению крестовых сводов и подпружных арок, готовился выход на лестничную клетку, бетонировались стены южного входа.
В начале 2008 года завершены перекрытия первого этажа, велась каменная кладка второго этажа на уровне окон.

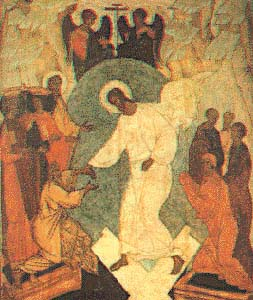
Воскресение Христово. Икона XVI века. Россия

25 марта 2008 года архиепископ Георгий определил названия всех приделов, также было принято решение, о проведении Пасхального богослужения 2008 года в крипте строящегося храма.
28 апреля 2008 года архиепископ Нижегородский и Арзамасский Георгий совершил Божественную литургию в строящемся храме.
К декабрю 2008 года в храме завершены перекрытия первого этажа, проведено два богослужения. Из-за снижения объёмов пожертвований планировалась консервация незавершённого строительства.
Согласно первоначальному проекту, высота вместе с крестом планировалась 76 метров.
В 2010 году сообщалось, что мастерская «Ковчег» ведёт работу над иконостасами двух соборов: в честь Святителя Николая в Автозаводском районе Нижнего Новгорода и в честь Воскресения Христова в Дзержинске.
В Светлую Пятницу 2011 года архиепископ Георгий совершил молебен в стенах строящегося собора и благословил возобновление строительства. 7 сентября  архиепископ Георгий совершил чин освящения закладного камня в основании главного престола.
В 2011—2012 годах кладка прибывала по 6 метров в год. В 2013 году строительный сезон начался в середине марта.
8 ноября 2017 года митрополит Георгий совершил чин освящения крестов. К этому времени были завершены основные строительные работы, собраны купола, велась внутренняя отделка нижнего храма. Было установлено газовое отопительное оборудование. Расписана алтарная часть, смонтировано несколько резных киотов. Молельный зал верхнего яруса рассчитан на 1200 человек, нижнего — на 700. Купола украсят пять позолоченных крестов: высота большого центрального креста — семь метров, малых крестов — пять метров. Высота здания вместе с крестами составит около 65 метров.
7 января 2018 года рождественская служба совершалась в крипте Воскресенского собора.
2 июня 2018 года в крипте митрополитом Георгием был освящен первый боковой придел в честь новомученицы Анисии (Маслановой).
6 сентября 2018 года митрополит Георгий освятил купола собора. Диаметр центрального купола — 12 метров, высота — 17 метров; диаметр каждого из четырех малых куполов — 8 метров, высота — 12 метров.

### Престолы
В соборе три престола:
- центральный — в честь Воскресения Христова,
- правый — во имя благоверного князя Александра Невского,
- левый — во имя святителя Николая,

### Крипта
В крипте центральный престол посвящён Успению Пресвятой Богородицы и два придела в честь пострадавших в XX веке за веру мирян: мученика Николая Филиппова и мученицы Анисии Маслановой.
11 декабря 2018 года митрополит Нижегородский и Арзамасский Георгий совершил чин Великого освящения бокового придела в честь новомученика Николая Филиппова. Когда намечали дату освящения придела, то не обратили внимания на то, что в этот день память святой мученицы Анисии Маслановой. Придел во имя которой был освящен 2 июня 2018 года.
24 января 2019 года владыка совершил чин Великого освящения центрального придела нижнего храма в честь Успения Пресвятой Богородицы.

## Звонница
В феврале 2009 года на колокольном заводе Николая Шувалова в городе Тутаеве были заказаны 9 колоколов, самый большой из которых весит 870 кг.
А в марте на ФКП «Завод им. Я. М. Свердлова» была заказана металлическая звонница-часовня, увенчанная маковкой с крестом.
Высота звонницы — 10 м, размеры в основании 3×3 м. Планировалось, что звонница будет разборной и после завершения строительства колокольни будет передана другому храму.
Освящение звонницы и колоколов состоялось 18 апреля, в Великую Субботу. Чин освящения совершил благочинный Дзержинского округа и настоятель храма иерей Виктор Софронов.
13 октября 2013 года на звоннице был освящён двухтонный колокол, который стал самым большим из городских колоколов.

## Настоятели
- до 10 апреля  2005 года — протоиерей Александр Иванович Лошкарёв[42],
- с 10 апреля  2005 года[43] по 8 декабря 2008 года[44] — иерей Сергий Анатольевич Жабура,
с 5 мая 2008 года — протоиерей,[45]
- с 8 декабря 2008 года[46] — иерей Виктор Александрович Софронов,
с 23 апреля 2009 года — протоиерей,[9]
- с 25 ноября 2013 года — иерей Иоанн Валерьевич Минин[47].